# Ikuhō-dōri
Pour les articles homonymes, voir Ikuho.
L'Ikuhō-dōri (郁芳通, Ikuhō-dōri) est une voie du centre-nord de Kyoto, dans l'arrondissement de Kamigyō. Orientée est-ouest, elle débute au Nishihigurashi-dōri et termine au Senbon-dōri (en).

## Description

### Situation
L'Ikuhō-dōri est une voie au sud de l'arrondissement de Kamigyō, dans le quartier Shuzei-chō (主税町). Elle suit l'Ikuhōminami-dōri (郁芳南通) et le Takeyamachi-dōri (竹屋町通) et précède l'Ikuhōkita-dōri (郁芳北通) et le Marutamachi-dōri (丸太町通).
Elle mesure quelque 500 mètres du Nishihigurashi-dōri au Senbon-dōri (en) et est à sens unique de l'est vers l'ouest.

### Voies rencontrées
De l'est vers l'ouest. Les voies rencontrées de la droite sont mentionnées par (d), tandis que celles rencontrées de la gauche, par (g).
1. Nishihigurashi-dōri (西日暮通)
2. Chiekōin-dōri (智恵光院通)
3. Bifuku-dōri (美福通)
4. Jōfukuji-dōri (浄福寺通)
5. Tsuchiyamachi-dōri (土屋町通)
6. Senbon-dōri (en) (千本通)

- Sources : (ja) Université Ritsumeikan Asia Pacific (en), « 近代京都オーバーレイマップ », sur Art Research Center,‎ 2022 (consulté le 10 novembre 2022), (ja) Agence nationale des impôts, « 上京税務署管内 », sur NTA,‎ 2022 (consulté le 12 novembre 2022).

### Transports en commun
La rue est proche de la gare de Nijō.

## Odonymie

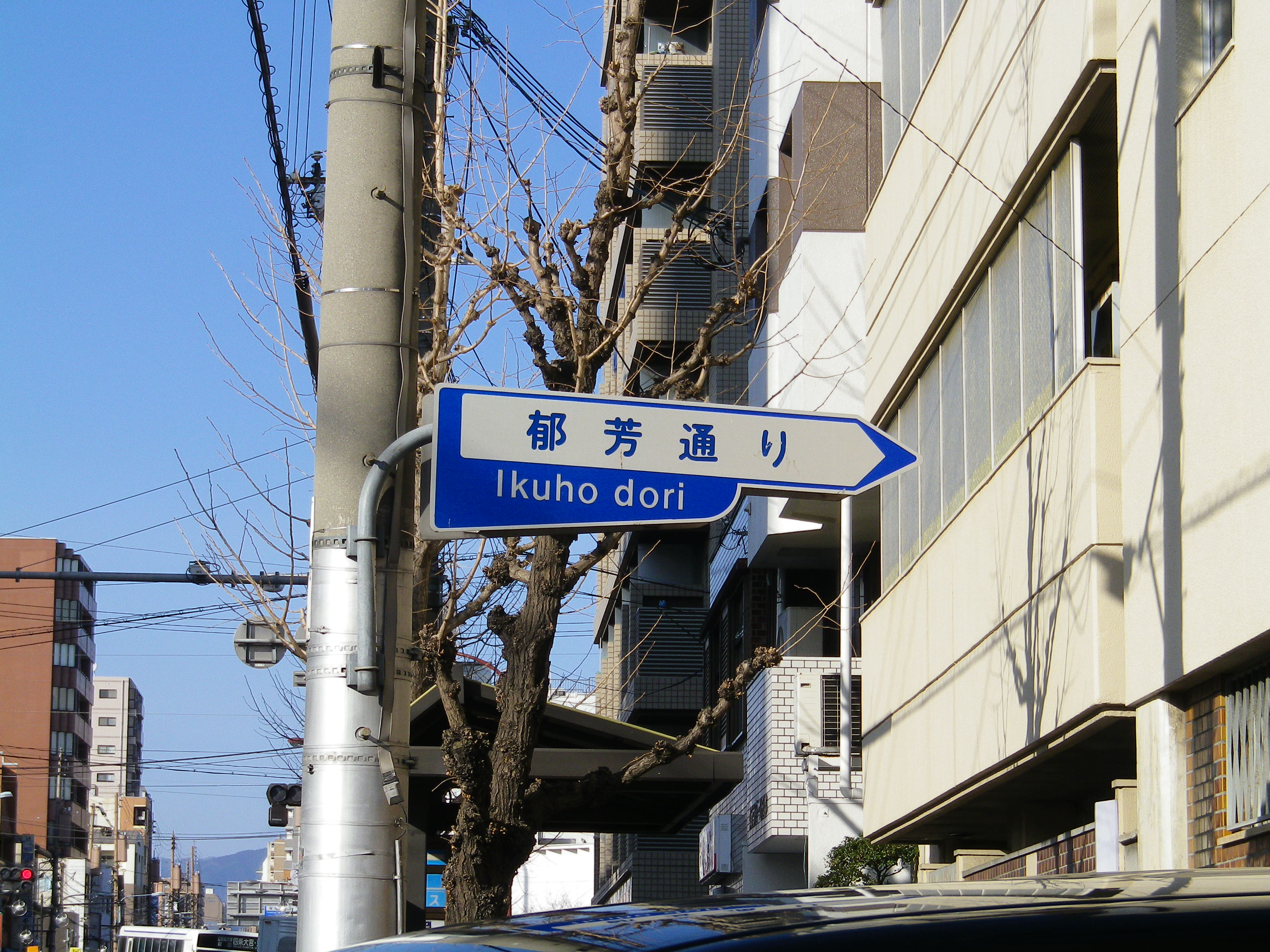
Plaque odonymique.

La rue porte le nom de l'Ikuhōmon (ja) (郁芳門), une des quatorze portes du palais Heian. Cependant, la route qui menait à l'Ikuhōmon, le boulevard Ōinomon (大炊御門大路, Ōinomon-ōji), correspond à l'actuel Takeyamachi-dōri. Les rues voisines de l'Ikuhōkita-dōri, l'Ikuhōminami-dōri et l'Ikuhōshita-dōri (郁芳下通) ont aussi comme origine du nom l'Ikuhōmon.

## Histoire
La rue apparaît au début de l'époque moderne, et est le lieu du Kyoto shoshidai, organisation des représentants du Shogun.

## Patrimoine et lieux d'intérêt
La rue borde le parc Nijō (二条公園, Nijō-kōen), au nord du château de Nijō, qui était le lieu du palais Heian, résidence de l'empereur durant l'époque Heian. Se tient maintenant dans le parc le sanctuaire Nue-daimyōjin (鵺大明神), ainsi que l'étang du Nue (鵺池, Nueike), au nord du parc. Dans la chronique du Dit des Heike, il est raconté qu'en 1153, l'empereur Konoe a été réveillé par un Nue dans le palais, créature mythique volante à la tête de singe, au corps d'un tanuki, au membres d'un tigre et à la queue d'un serpent. C'est alors le samouraï et archer aguerri Minamoto no Yorimasa qui arrive et plante une flèche en plein cœur de la créature, la tuant. Il est raconté que la flèche ensanglantée s'est logée dans l'étang, qui a depuis été agrandi et rénové.